# Heinrich Gottlob von Mühler

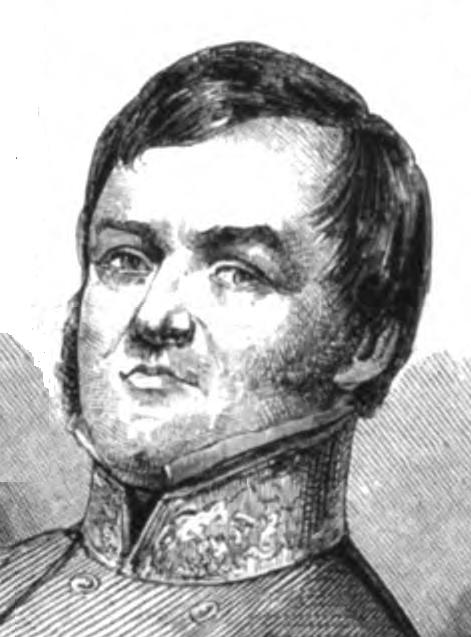
Heinrich Gottlob von Mühler, 1847. Graphik von Eduard Kretzschmar.

Heinrich Gottlob Mühler, ab 1851 von Mühler (* 23. Juni 1780 in Louisenhof bei Pleß, Standesherrschaft Pleß; † 15. Januar 1857 in Berlin) war Jurist und königlich-preußischer Staats- und Justizminister sowie Kronsyndikus.

## Herkunft
Mühler entstammte einer schlesischen Familie, deren Stammreihe mit dem gräflich hochbergischen Hospitalverwalter im oberschlesischen Pleß, Heinrich Mühler (um 1677–1751), beginnt. Seine Eltern waren der Kammerrat Heinrich Mühler (1747–1810) und dessen Ehefrau Johanne Eich (1758–1792) aus Wernigerode.
Mit Verleihung des Schwarzen Adlerordens wurde Mühler als Präsident des Geheimen Obertribunals am 14. Juni 1851 in Potsdam in den preußischen Adelsstand erhoben. Zuvor waren bereits am 22. Dezember 1833 in Berlin seine Nachkommen geadelt worden.

## Familie
Er heiratete 1807 in Brieg Luise Boenisch († 6. Dezember 1808). Das Paar hatte eine Tochter Johanna Marie Luise (* 24. November 1808; † 20. Dezember 1855) die den Regierungsrat Friedrich Theodor von Meckel (1802–1875), einen Sohn des Oberpräsidenten Friedrich Theodor von Merckel heiratete.
In zweiter Ehe heiratete er 1810 Ulrike Hoffmann (1793–1873). Das Paar hatte 3 Söhne und 3 Töchter:
- Henriette Wilhelmine (* 9. Oktober 1811; † 7. November 1889) ⚭ 1836 Wilhelm von Merckel (* 6. August 1803; † 27. Dezember 1861)
- Heinrich (1813–1874) preußischer Kultusminister ⚭ Adelheid Malwine Fanny von Goßler (* 28. Januar 1821; † 5. Oktober 1901)
- Sophie (1816–1877) ⚭ Karl Gustav von Goßler, Kanzler des Königreiches Preußen.[2]
- Karl (1820–1888), geheimer Justizrat
- Ferdinand (1820–1870), Geheimer Kabinettsrat
- Auguste (1833–1906), Stiftsdame

## Leben
Mühler war königlich preußischer Staats- und Justizminister, Präsident des Geheimen Obertribunals, Kronsyndikus und Mitglied des Preußischen Herrenhauses.
Von 1798 bis 1801 studierte er Rechtswissenschaften an der Universität Halle, begann danach seine Beamtenlaufbahn als Referendar bei der Oberamtsregierung zu Brieg, wurde 1804 Assessor und ging 1810 ans Oberlandesgericht in Brieg.
Im Jahr 1815 wurde er Kammergerichtsrat, 1817 Mitglied am Rheinischen Revisions- und Kassationshof. 1822 wurde Mühler Vizepräsident am Oberlandesgericht Halberstadt (Provinz Sachsen) und 1824 am Oberlandesgericht Breslau. Im Jahr 1827 war er zeitweilig Mitglied in der Gesetz-Revisions-Kommission.
Im Februar 1832 wurde er in den Preußischen Staatsrat berufen, dem er bis Dezember 1854 angehörte, und zugleich zum preußischen Justizminister ernannt, zuerst neben Karl von Kamptz, ab 1839 bis September 1844 als alleiniger Justizminister. Er übernahm anschließend die Position als Chef-Präsident des Obertribunals. 1849 wurde er zusätzlich Präsident am Disziplinarhof für nicht richterliche Beamte. 
Von diesen Funktionen wurde er im November 1854 auf eigenen Wunsch entbunden und in den Ruhestand versetzt. Im Jahr seiner Verabschiedung wurde Mühler zum Kronsyndikus ernannt und als Mitglied ins Preußische Herrenhaus berufen.
Heinrich Gottlob von Mühler starb 1857 im Alter von 76 Jahren in Berlin und wurde auf dem Alten St.-Matthäus-Kirchhof in Schöneberg beigesetzt. Das Grab ist nicht erhalten geblieben.

## Titel, Orden und Ehrenzeichen
- Roter Adlerorden 3. Klasse (vor 1824)
- Preußischer Staatsminister mit dem Prädikat „Exzellenz“ (Februar 1832)
- Roter Adlerorden 3. Klasse mit Schleife (vor 1834)
- Roter Adlerorden 2. Klasse mit Stern und Eichenlaub (vor 1835)
- Roter Adlerorden 1. Klasse mit Eichenlaub (vor 1839)
- Schwarzer Adlerorden (14. Juni 1851)
- Die Kette zum Schwarzen Adlerorden wurde ihm noch vor 1854 verliehen.